# The Game Awards 2024
The Game Awards 2024 foi uma premiação que homenageou os melhores jogos eletrônicos de 2024. Este evento marcou a 11.ª edição do evento e os 10 anos de existência da premiação, foi apresentada por Geoff Keighley, criador e produtor do The Game Awards. A cerimônia aconteceu com público ao vivo no Peacock Theater, em Los Angeles, no dia 12 de dezembro de 2024, e foi transmitida ao vivo online. Astro Bot foi escolhido como o Jogo do Ano.
A edição de 2024 foi assistida por mais de 154 milhões de pessoas, estabelecendo um recorde histórico para a premiação. O evento superou até mesmo a audiência do Super Bowl de 2024, tornando-se o programa de maior audiência do ano nos Estados Unidos.

## História
Durante a Gamescom, Geoff Keighley confirmou a realização da 11ª edição do The Game Awards e divulgou sua data. A cerimônia aconteceu no Peacock Theater, em Los Angeles, no dia 12 de dezembro de 2024, com transmissão ao vivo por diversas plataformas online. Os ingressos para o público foram disponibilizados para compra no dia 1º de novembro. O evento foi transmitido em mais de 40 plataformas de streaming, incluindo Twitch, YouTube, Facebook, X e entre outras.

## Indicados
Os indicados foram anunciados no dia 18 de novembro de 2024. Todos os jogos lançados até o 22 de novembro de 2024 estavam elegíveis para serem indicados. Os indicados foram selecionados por um júri composto por membros de mais de 100 meios de comunicação de todo o mundo. Júris especializados decidiram os indicados para categorias como acessibilidade, adaptação e esporte eletrônico.

### Categorias
Títulos em negrito e listados em primeiro venceram nas respectivas categorias:

#### Jogos eletrônicos
| Jogo do Ano | Melhor Direção de Jogo |
| --- | --- |
| - Astro Bot – Team Asobi / Sony Interactive Entertainment - Balatro – LocalThunk / Playstack - Black Myth: Wukong – Game Science - Elden Ring: Shadow of the Erdtree – FromSoftware / Bandai Namco Entertainment - Final Fantasy VII Rebirth – Square Enix - Metaphor: ReFantazio – Studio Zero / Sega                    | - Astro Bot – Team Asobi / Sony Interactive Entertainment - Balatro – LocalThunk / Playstack - Black Myth: Wukong – Game Science - Elden Ring: Shadow of the Erdtree – FromSoftware / Bandai Namco Entertainment - Final Fantasy VII Rebirth – Square Enix - Metaphor: ReFantazio – Studio Zero / Sega |
| Melhor Narrativa | Melhor Direção de Arte |
| - Metaphor: ReFantazio – Studio Zero / Sega - Final Fantasy VII Rebirth – Square Enix - Like a Dragon: Infinite Wealth – Ryu Ga Gotoku Studio / Sega - Senua's Saga: Hellblade II – Ninja Theory / Xbox Game Studios - Silent Hill 2 – Bloober Team / Konami                                                              | - Metaphor: ReFantazio – Studio Zero / Sega - Astro Bot – Team Asobi / Sony Interactive Entertainment - Black Myth: Wukong – Game Science - Elden Ring: Shadow of the Erdtree – FromSoftware / Bandai Namco Entertainment - Neva – Nomada Studio / Devolver Digital |
| Melhor Trilha Sonora | Melhor Design de Áudio |
| - Final Fantasy VII Rebirth – Square Enix - Astro Bot – Team Asobi / Sony Interactive Entertainment - Metaphor: ReFantazio – Studio Zero / Sega - Silent Hill 2 – Bloober Team / Konami - Stellar Blade – Shift Up / Sony Interactive Entertainment                                                                       | - Senua's Saga: Hellblade II – Ninja Theory / Xbox Game Studios - Astro Bot – Team Asobi / Sony Interactive Entertainment - Call of Duty: Black Ops 6 – Treyarch, Raven Software / Activision - Final Fantasy VII Rebirth – Square Enix - Silent Hill 2 – Bloober Team / Konami |
| Melhor Performance | Jogo Mais Impactante |
| - Melina Juergens como Senua – Senua's Saga: Hellblade II - Briana White como Aerith Gainsborough – Final Fantasy VII Rebirth - Hannah Telle como Max Caulfield – Life Is Strange: Double Exposure - Humberly González como Kay Vess – Star Wars Outlaws - Luke Roberts como James Sunderland – Silent Hill 2             | - Neva – Nomada Studio / Devolver Digital - Closer the Distance – Osmotic Studios / Skybound Games - Indika – Odd Meter / 11 Bit Studios - Life Is Strange: Double Exposure – Deck Nine / Square Enix - Senua's Saga: Hellblade II – Ninja Theory / Xbox Game Studios - Tales of Kenzera: Zau – Surgent Studios / Electronic Arts |
| Melhor Jogo Independente | Melhor Estreia Independente |
| - Balatro – LocalThunk / Playstack - Animal Well – Shared Memory / Bigmode - Lorelei and the Laser Eyes – Simogo / Annapurna Interactive - Neva – Nomada Studio / Devolver Digital - UFO 50 – Mossmouth | - Balatro – LocalThunk / Playstack - Animal Well – Shared Memory / Bigmode - Manor Lords – Slavic Magic / Hooded Horse - Pacific Drive – Ironwood Studios / Kepler Interactive - The Plucky Squire – All Possible Futures / Devolver Digital |
| Melhor Jogo Contínuo | Melhor Suporte à Comunidade |
| - Helldivers 2 – Arrowhead Game Studios / Sony Interactive Entertainment - Destiny 2: The Final Shape – Bungie - Diablo IV: Vessel of Hatred – Blizzard Entertainment - Final Fantasy XIV: Dawntrail – Square Enix - Fortnite – Epic Games                                                                                | - Baldur's Gate 3 – Larian Studios - Final Fantasy XIV: Dawntrail – Square Enix - Fortnite – Epic Games - Helldivers 2 – Arrowhead Game Studios / Sony Interactive Entertainment - No Man's Sky – Hello Games |
| Melhor Jogo Mobile | Melhor Jogo de VR/AR |
| - Balatro – LocalThunk / Playstack ‡ - AFK Journey – Lilith Games / Farlight - Pokémon Trading Card Game Pocket – Creatures Inc., DeNA / The Pokémon Company - Wuthering Waves – Kuro Games - Zenless Zone Zero – miHoYo                                                                                                  | - Batman: Arkham Shadow – Camouflaj / Oculus Studios - Arizona Sunshine Remake – Vertigo Games - Asgard's Wrath 2 – Sanzaru Games / Oculus Studios - Metal: Hellsinger VR – Lab42, The Outsiders / Funcom - Metro Awakening – Vertigo Games / Deep Silver |
| Melhor Jogo de Ação | Melhor Jogo de Ação-aventura |
| - Black Myth: Wukong – Game Science - Call of Duty: Black Ops 6 – Treyarch, Raven Software / Activision - Helldivers 2 – Arrowhead Game Studios / Sony Interactive Entertainment - Stellar Blade – Shift Up / Sony Interactive Entertainment - Warhammer 40,000: Space Marine 2 – Saber Interactive / Focus Entertainment | - Astro Bot – Team Asobi / Sony Interactive Entertainment - The Legend of Zelda: Echoes of Wisdom – Nintendo EPD, Grezzo / Nintendo - Prince of Persia: The Lost Crown – Ubisoft Montpellier / Ubisoft - Silent Hill 2 – Bloober Team / Konami - Star Wars Outlaws – Massive Entertainment / Ubisoft |
| Melhor Jogo de RPG | Melhor Jogo de Luta |
| - Metaphor: ReFantazio – Studio Zero / Sega - Dragon's Dogma 2 – Capcom - Elden Ring: Shadow of the Erdtree – FromSoftware / Bandai Namco Entertainment - Final Fantasy VII Rebirth – Square Enix - Like a Dragon: Infinite Wealth – Ryu Ga Gotoku Studio / Sega                                                          | - Tekken 8 – Bandai Namco Studios, Arika / Bandai Namco Entertainment - Dragon Ball: Sparking! Zero – Spike Chunsoft / Bandai Namco Entertainment - Granblue Fantasy Versus: Rising – Arc System Works / Cygames - Marvel vs. Capcom Fighting Collection: Arcade Classics – Capcom - MultiVersus – Player First Games / Warner Bros. Games |
| Melhor Jogo para Família | Melhor Jogo de Simulação/Estratégia |
| - Astro Bot – Team Asobi / Sony Interactive Entertainment - The Legend of Zelda: Echoes of Wisdom – Nintendo EPD, Grezzo / Nintendo - The Plucky Squire – All Possible Futures / Devolver Digital - Princess Peach: Showtime! – Good-Feel / Nintendo - Super Mario Party Jamboree – Nintendo Cube / Nintendo              | - Frostpunk 2 – 11 Bit Studios - Age of Mythology: Retold – World's Edge, Forgotten Empires / Xbox Game Studios - Kunitsu-Gami: Path of the Goddess – Capcom - Manor Lords – Slavic Magic / Hooded Horse - Unicorn Overlord – Vanillaware / Sega |
| Melhor Jogo de Esporte/Corrida | Melhor Jogo Multiplayer |
| - EA Sports FC 25 – EA Vancouver, EA Romania / EA Sports - F1 24 – Codemasters / EA Sports - NBA 2K25 – Visual Concepts / 2K - TopSpin 2K25 – Hangar 13 / 2K - WWE 2K24 – Visual Concepts / 2K | - Helldivers 2 – Arrowhead Game Studios / Sony Interactive Entertainment - Call of Duty: Black Ops 6 – Treyarch, Raven Software / Activision - Super Mario Party Jamboree – Nintendo Cube / Nintendo - Tekken 8 – Bandai Namco Studios, Arika / Bandai Namco Entertainment - Warhammer 40,000: Space Marine 2 – Saber Interactive / Focus Entertainment |
| Inovação em Acessibilidade | Melhor Adaptação |
| - Prince of Persia: The Lost Crown – Ubisoft Montpellier / Ubisoft - Call of Duty: Black Ops 6 – Treyarch, Raven Software / Activision - Diablo IV: Vessel of Hatred – Blizzard Entertainment - Dragon Age: The Veilguard – BioWare / Electronic Arts - Star Wars Outlaws – Massive Entertainment / Ubisoft               | - Fallout (série de televisão) – Kilter Films, Bethesda Game Studios / Amazon MGM Studios; baseada em Fallout da Bethesda Softworks - Arcane (série animada) – Fortiche, Riot Games / Netflix; baseada em League of Legends da Riot Games - Knuckles (série de televisão) – Sega Sammy Group / Paramount Pictures; baseada em Sonic the Hedgehog da Sega - Like a Dragon: Yakuza (série de televisão) – Sega / Amazon MGM Studios; baseada em Like a Dragon da Sega - Tomb Raider: The Legend of Lara Croft (série animada) – Crystal Dynamics, Legendary Television / Netflix; baseada em Tomb Raider da Crystal Dynamics |
| Jogo Mais Aguardado | Voz dos Jogadores |
| - Grand Theft Auto VI – Rockstar Games - Death Stranding 2: On The Beach – Kojima Productions / Sony Interactive Entertainment - Ghost of Yōtei – Sucker Punch Productions / Sony Interactive Entertainment - Metroid Prime 4: Beyond – Retro Studios / Nintendo - Monster Hunter Wilds – Capcom                          | - Black Myth: Wukong – Game Science - Genshin Impact – miHoYo - Elden Ring: Shadow of the Erdtree – FromSoftware / Bandai Namco Entertainment - Wuthering Waves – Kuro Games - Zenless Zone Zero – miHoYo |

#### E-Sports e criadores de conteúdo
| Melhor Jogo de eSports | Melhor Jogador de eSports |
| --- | --- |
| - League of Legends – Riot Games - Counter-Strike 2 – Valve - Dota 2 – Valve - Mobile Legends: Bang Bang – Moonton - Valorant – Riot Games           | - Lee "Faker" Sang-hyeok - Neta "33" Shapira - Aleksi "Aleksib" Virolainen - Jung "Chovy" Ji-hoon - Mathieu "ZywOo" Herbaut - Zheng "ZmjjKK" Yongkang |
| Melhor Time de eSports | Criador de Conteúdo do Ano |
| - T1 (League of Legends) - Bilibili Gaming (League of Legends) - Gen.G (League of Legends) - Natus Vincere (Counter-Strike 2) - Team Liquid (Dota 2) | - CaseOh - IlloJuan - Techno Gamerz - Typical Gamer - Usada Pekora                                                                                    |
| Cidadãos Globais de Jogos | Jogos Para Mudança |
| - Laura Carter (TreesPlease Games) | - Amir Satvat |